# پل لامبرت
پل لامبرت (انگلیسی: Paul Lambert؛ زادهٔ ۷ اوت ۱۹۶۹) بازیکن سابق و مربی فوتبال اهل اسکاتلند است.
وی سابقه بازی در تیم‌های باشگاه فوتبال مادرول، باشگاه فوتبال بروسیا دورتموند و سلتیک و همچنین ۴۰ بازی برای تیم ملی فوتبال اسکاتلند در کارنامه دارد.